# 空白 (電影)
《空白》（日语：くうはく）是一部於2021年9月23日在日本上映的電影，由導演𠮷田恵輔，並由古田新太主演，這也是繼2014年《台風一家》後，再次擔綱電影主角。該片被分類為PG12級。
這部電影敘述了一位女中學生，在一次未遂的商店偷竊之後逃跑，在逃逸過程中不幸發生了致命的車禍。電影從這裡開始，描寫了她爸爸為了要洗清女兒的名聲，對包括超市店長在內的相關人士採取了一連串強硬的做法。

## 劇情
蒲郡的漁夫，添田充，因為他自負和粗魯的言行而不受周遭人喜歡。自從與妻子離異後，他和女兒花音相依為命。但花音似乎經常與她母親翔子見面，這讓添田感到不悅。某天放學回家的途中，花音在超市的化妝品區伸手拿指甲油時，被誤認為在偷竊而遭超市經理青柳攔截，企圖帶她去辦公室。青柳追出店外，但不幸的是，花音在衝出馬路時先被轎車撞飛到快車道，她當時還有意識，試圖爬起來，卻隨後不幸被卡車拖行慘死。
在停屍房面對花音嚴重毀損的遺體，添田痛哭失聲。從那刻起，他開始對青柳進行無休止的抨擊。青柳雖然深感事故的衝擊並不斷道歉，但添田的憤怒日漸高漲，他堅信女兒不會偷竊，懷疑青柳有其他不可告人的目的。這場對立很快被媒體報導並追蹤。添田的怒吼讓他的粗暴形象深入人心，而青柳則被標籤為變態，兩方的矛盾因而激化。網上也出現了對他們的誹謗和中傷，導致超市不得不關門大吉。
添田甚至衝進學校，堅稱就算花音真的偷竊，那背後一定有被欺負的原因，他要求學校調查並不放棄。另一邊，成為致命事故肇事者的楓，不斷向添田道歉，但始終被他忽視，最終走上了自殺的道路。超市關門，內心承受巨大壓力的青柳也企圖自殺，幸運的是被一位拜訪的員工救下。
在這段痛苦的時光裡，添田開始畫畫，用花音的畫具，閱讀她喜愛的漫畫，試圖更深入地了解女兒。就在這時，他在花音的房間發現了許多瓶指甲油，然後默默地將它們扔在了公園裡。後來，添田找到了轉行成為道路施工員的青柳，間接地表達了歉意。
添田收到了學校退還的花音的畫作。畫中海豚形狀的雲朵和添田笨拙的畫作驚人地相似，他在淚水中回想起那個不會再回家的女兒。

## 演員

### 主要演員
| 演員     | 角色       | 介紹 |
| -------- | ---------- | --- |
| 古田新太 | 添田充     | 一位離異的漁夫，同時也是一名交通事故中遇難女學生的父親。儘管與女兒同住一室，他卻對女兒的生活漠不關心。女兒意外身亡後，他不肯相信女兒會去偷竊，為了查出真相，不斷地向涉事人壓迫，誓要為女兒洗清嫌疑。                               |
| 松坂桃李 | 青柳直人   | 一名超市店長，父親過世後接管了家族的超市生意，缺少生活動力。他捉到花音偷竊化妝品，花音在逃跑中不幸被車撞而亡。他深感自責，面對花音父親的逼問，只能一次次跪地道歉，但似乎都無法挽回什麼。自那以後，他被周遭人們和媒體的非議所淹沒。 |
| 寺岛忍   | 草加部麻子 | 一位充滿活力和正義感的中年女店員。當媒體圍堵青柳，進行失真報導時，她勇敢站出來，盡力為他澄清謠言。然而，她對他人的期待也過於苛刻。此外，她對青柳抱有特殊的感情。                                                                   |
| 藤原季節 | 野木龍馬   | 一位直率的年輕漁夫，在添田充的船上幫忙。雖然常抱怨充的壞脾氣，聲言要辭職去當牛郎，但他其實非常關心充，因為在他眼中，充與自己已故的父親頗為相似。花音出事後，他本著好意勸充接受現實、放下仇恨，最終卻被充怒斥而去。                 |
| 伊東蒼   | 花音       | 一位性格溫和、沉默寡言的中學生，添田充的女兒。父母離異後，她與父親同住，卻得不到父親的關愛。一天，在超市偷竊化妝品被店長發現後，她出於恐慌逃跑，不幸遭遇交通事故去世。                                                             |

### 其他演員
- 田畑智子 飾 松本翔子
- 趣里飾 今井若菜
- 片岡禮子 飾 中山綠
- 野村麻純 飾 中山楓
- 和田聰宏 飾 老師

## 製作
2020年3月5號，公佈了演員和導演名單。 
2021年4月27號，宣布了上映的日期，同時釋出預告片、角色海報和配角陣容。6月18號，釋出了七張劇照。6月25號，釋出了幕後花絮。7月23號，公佈了電影的正式海報。9月8號，辦了首映會。10月8號，釋出了特別製作的影片。

## 評價

### 正面評價
《電影旬報》的影評人古賀重樹讚揚吉田惠輔導演精於描繪人際微妙關係的手藝，並指出吉田導演這次成功將鏡頭對准了社會問題。電影深刻探討了社會中那種對懲罰過度渴求、不寬容的氣氛，指責他人卻不負任何責任的群眾心態，以及那種忽視個人價值、傾向於消極主義的機構，進而不遺餘力地描繪出那些煽動分裂和對立的媒體與網絡風潮。電影以「空白」為名，深化了其核心主題。古賀評論認為，吉田導演的銳利洞察力和扎實的執導技巧，值得給予高度肯定。

### 負面評價
《電影旬報》的影評人河野真理江則提出批評，指出影片中真正正面的角色寥寥無幾，其他人物不是惡劣就是可憐。河野認為，「空白」這一片名令人困惑，而其英文片名「Intolerance」看似只是為了顯得時髦，但實際上并未增加任何實質內涵。河野評論道，吉田導演意圖挑戰日本社會那種根深蒂固的閉塞性和內心的陰影，儘管並非徹底失敗，影片終章卻未能清晰表達其旨趣，反而使觀眾感到壓抑和沮喪。

## 外部連結
- 互联网电影数据库（IMDb）上《空白》的资料（英文）
- 映画『空白』公式サイト （页面存档备份，存于）
- 映画『空白』公式的X（前Twitter）
- 映画『空白』公式的Instagram帳戶
- 映画『空白』公式的TikTok